# Jardín Botánico Loreto Grande
El Jardín Botánico Loreto Grande (en italiano: Giardino Botanico "Loreto Grande") es un pequeño jardín botánico ubicado en el Parque nacional de los Abruzos, Lacio y Molise, Italia. Su código de reconocimiento internacional como institución botánica, así como las siglas de su herbario es ABRU.

## Localización
Giardino Botanico "Loreto Grande" Parco Nazionale d`Abruzzo, 67050 Villavallelonga, Provincia de L'Aquila, Abruzzo, Italia.
Planos y vistas satelitales, 41°58′28.9194″N 13°33′43.92″E / 41.974699833, 13.5622000
Se encuentra abierto al público en los meses cálidos del año.

## Historia
El Jardín fue establecido en 1984 y nombrado en honor del botánico Loreto Grande (1878-1965), de la escuela napolitana de botánica nacido en Villavallelonga. 

## Colecciones

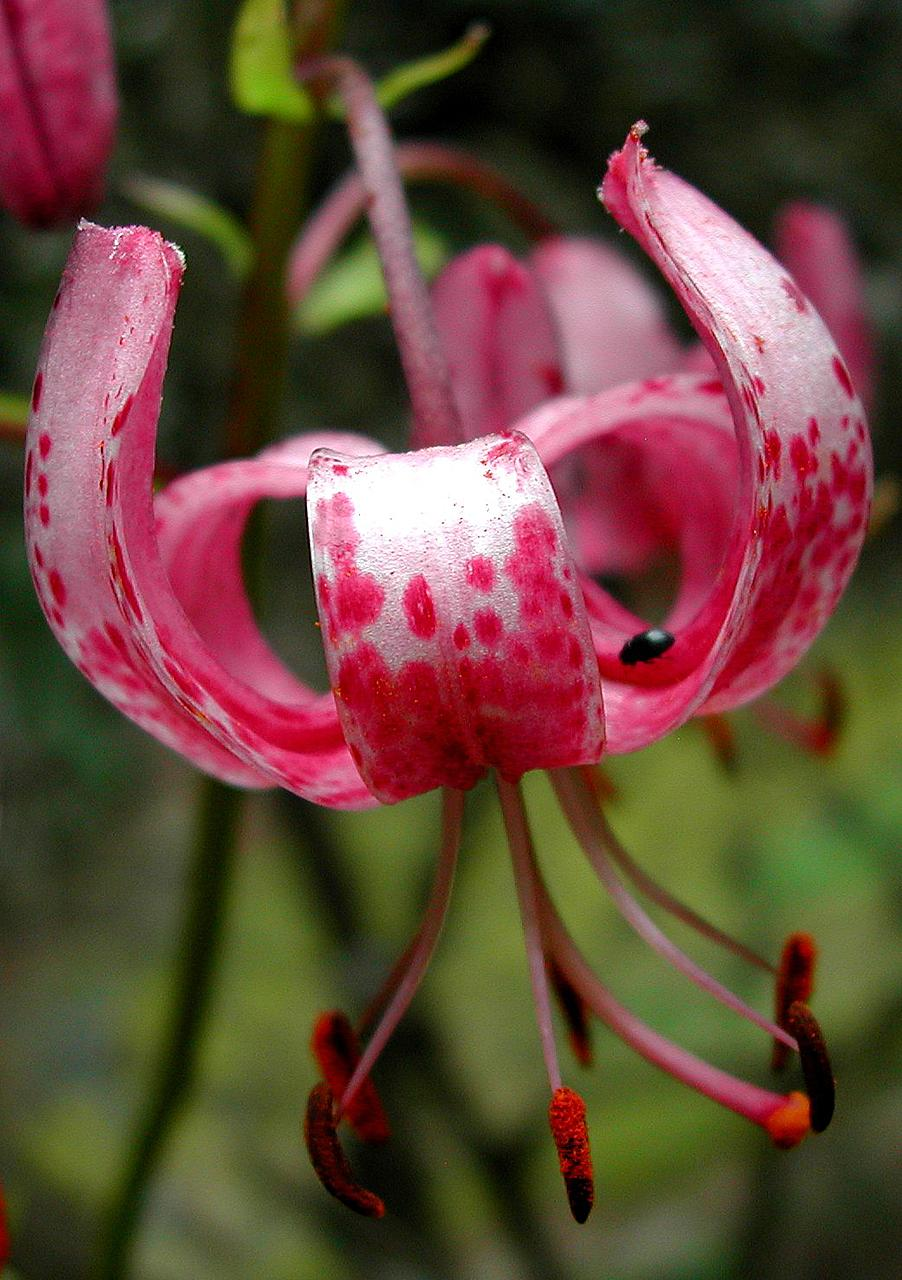
"Riccio di Dama" (Rizo de Dama Lilium martagon), liliácea frecuente en el parque.

Contiene colecciones de las plantas que se encuentran en el parque con :
- Plantas de zonas húmedas, que normalmente se encuentran en los cursos de agua, el borde de los lagos y en el sotobosque, Salix appennina, Salix purpurea, Populus alba, Corylus avellana, Tilia platyphyllos, Dactylorhiza maculata, Dactylorhiza incarnata, Menyanthes trifoliata.[1][2][3]
- Vegetación del plano montano y submontano, plantas que se desarrollan desde los 800-1000 hasta los 1800 m s. n. m. con Acer pseudoplatanus, Acer lobelii, Sorbus aria, Laburnum anagyroides, Cypripedium calceolus, Corallorhyza trifida, las plantas carnívoras Pinguicola y Drosera o la endémica Aquilegia magellensis, Polygala chamaebuxus, Taxus baccata, Betula pendula, Iris marsica (endemismo de los Apeninos centrales).[1][3][4]

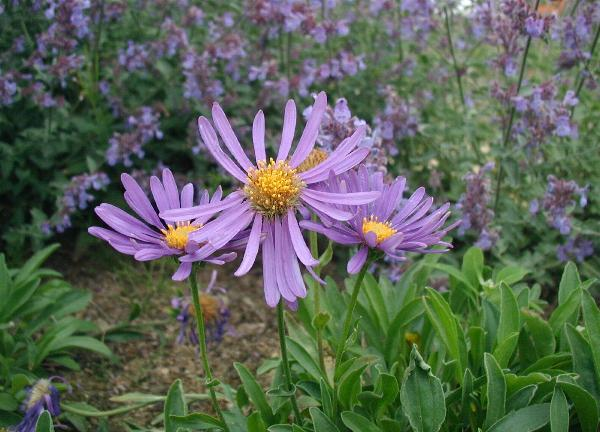
Aster alpinus L.

- Plantas herbáceas, aromáticas y medicinales, con Paeonia officinalis, Hyssopus officinalis, Gentiana lutea, Tanacetum parthenium, Blitum bonus-henricus.[3][5][6]